# Tuur Dierckx
Tuur Dierckx (Broechem, Bélgica, 9 de mayo de 1995) es un futbolista belga que juega como delantero en el K. M. S. K. Deinze de la Segunda División de Bélgica.

## Carrera
Inició en las divisiones menores del Club Brujas e hizo su debut el 26 de julio de 2013 en el primer partido de la temporada 2013-14 contra el Royal Charleroi. Reemplazó a Lior Refaelov en el minuto 81. El Brujas ganó el partido por 2:0 y la temporada siguiente lo prestaron al KV Kortrijk hasta finales de junio de 2015 y retornó al Brujas hasta que en junio de 2016 fue fichado por el Antwerp manteniéndose hasta agosto de 2017 cuando fue fichado por el Waasland-Beveren.

## Selección nacional
Ha sido internacional con las selecciones sub-15, sub-16, sub-17, sub-19 y sub-21 de Bélgica un total de 32 ocasiones en las que ha anotado 13 goles.

## Clubes
| Club                    | País    | Año       |
| ----------------------- | ------- | --------- |
| Club Brujas             | Bélgica | 2013-2016 |
| K. V. Kortrijk (cedido) | Bélgica | 2014-2015 |
| Antwerp F. C.           | Bélgica | 2016-2017 |
| Waasland-Beveren        | Bélgica | 2017-2020 |
| K. V. C. Westerlo       | Bélgica | 2020-2023 |
| Atromitos de Atenas     | Grecia  | 2023-2024 |
| K. M. S. K. Deinze      | Bélgica | 2024-act. |